# Karl Meyer (Heimatforscher)

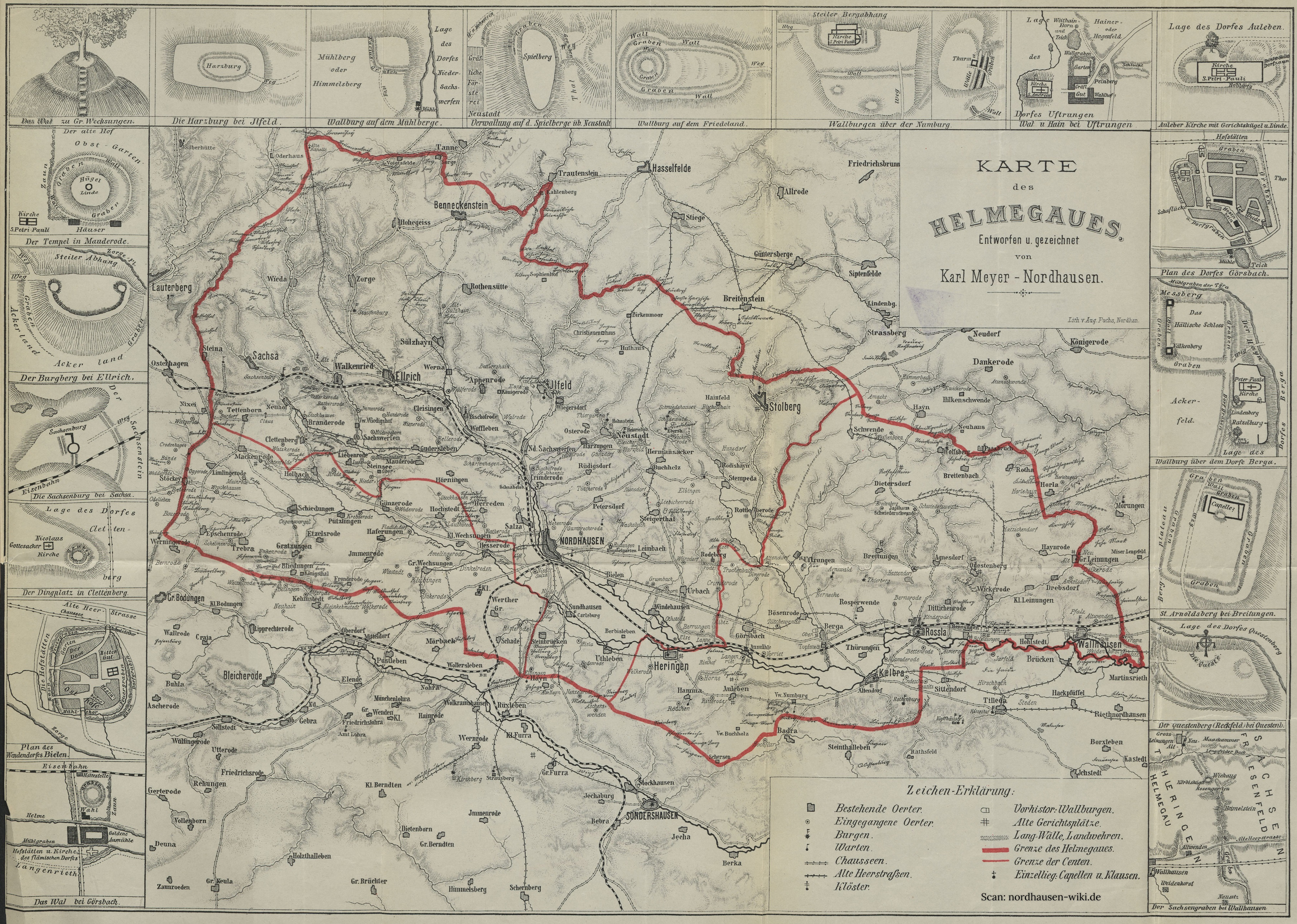
Karte von Meyer über den Helmegau, 1888

Johann August Karl Christian Meyer (Pseudonym Johannes Ryemer; * 12. August 1845 in Drebsdorf; † 25. August 1935 in Nordhausen am Harz) war ein deutscher Lehrer und veröffentlichte als Heimatkundler zahlreiche Schriften und Aufsätze zur Nordhäuser Stadt- und Regionalgeschichte.

## Leben
Als Sohn eines Schäfers geboren, wuchs Karl Meyer in Görsbach auf und besuchte die dortige Schule. Aufgrund seiner besonders guten Leistung besuchte er auf Empfehlung das Lehrerseminar in Eisleben. Danach war er als Volksschullehrer in Klein-Wittenberg und Roßla beschäftigt.
Beziehungen ermöglichten es ihm, preußische Archive zu nutzen und Bücher und Karten zur Heimatkunde zu veröffentlichen, etwa für den Schulunterricht. 1872 kam Meyer nach Nordhausen und lehrte bis zu seiner Pensionierung 1906 an einer Mädchenschule. Danach beschäftigte er sich intensiv mit der Heimatgeschichte von Nordhausen und publizierte zahlreiche Schriften und Aufsätze. Er war ordentliches Mitglied der Preußischen Akademie gemeinnütziger Wissenschaften zu Erfurt, Schriftführer und Ehrenmitglied des Nordhäuser Geschichts- und Altertumsvereins, Ehrenmitglied im Sondershäuser Verein für deutsche Geschichts- und Altertumskunde, Mitglied des Nordthüringer Heimatvereins Aratora in Artern, korrespondierendes Mitglied des Vereins für die Geschichte und Altertumskunde von Erfurt und Mitglied des Harzer Geschichts- und Altertumsvereins.
Meyer war mit Karoline Ida Ernestine Gebser verheiratet und hatte sechs Kinder.

## Rezeption
Viele Publikationen von Karl Meyer sind nur noch schwer auffindbar, dennoch gilt er als der regste und fruchtbarste Nordhäuser Heimatforscher, der für die lokale Geschichtsforschung den Grundstock legte. Über Meyers Aufsatz Entwickelungsgeschichte der Reichsstadt Nordhausen (1887) urteilte der Stadtarchivar R. H. Walther Müller:
„Bereits diese zusammengedrängte Darstellung zeigt Meyers ungewöhnliche Vertrautheit mit urkundlichen bzw. aktenmäßigen Fakten, sie zeigt aber auch die Kühnheit seiner Synthesen, die über die Bedächtigkeit seiner Vorgänger weit hinausgeht. Meyers kernige und kämpferische Natur hat ihn vermocht, bisher unbeachtete Probleme anzupacken, ihnen Form zu geben und sie in die Entwicklungsgeschichte einzufügen, daß er bald als Autorität auf dem Gebiet der Nordhäuser Geschichtsforschung galt.“

## Ehrungen
1990 wurde die Paul-Wojtkowski-Straße in Nordhausen-Ost in Karl-Meyer-Straße umbenannt.

## Werke (Auswahl)
- (mit Richard Rackwitz) Der Helmegau. Vor- und Frühgeschichte der Nordhausen umgebenden Landschaft; Teil 1. (= Quellen und Darstellungen zur Nordhäuser Stadtgeschichte; Bd. 2). Hrsg. Vincent Eisfeld. Edition Nordhausen, Nordhausen 2019. ISBN 978-3-7485-0384-2.
- Aus Nordhausens Vorzeit. Nordhausen: Selbstverlag, 1927. (online)
- Heimatskunde für die Schulen der Stadt Nordhausen. Achte, verbesserte und vermehrte Auflage. Nordhausen 1903. Digitalisat.
- Das Kloster Ilfeld nach den Urkunden des Klosters. (Geschichte der Burgen und Klöster des Harzes, 3.) Leipzig: B. Franke, 1897.
- Die Grafen von Honstein. In: Zeitschrift des Harz-Vereins für Geschichte und Altertumskunde, 28. Jg. 1895, S. 397‒541.
- Chronik des landräthlichen Kreises Sangerhausen. Nordhausen 1892. Digitalisat.
- (mit R. Rackwitz) Der Helmegau. (Separatabdruck aus den „Mitteilungen des Vereins für Erdkunde“). Halle 1888. Digitalisat.
- Die Ebersburg, in: Zeitschrift des Harz-Vereins für Geschichte und Altertumskunde, 21. Jahrgang, 1888, S. 75–88.
- Entwickelungsgeschichte der Reichsstadt Nordhausen. In: Zeitschrift des Harz-Vereins für Geschichte und Altertumskunde, 20. Jg. 1887, S. 532–552.
- Die ehemalige Reichsburg Kyffhausen. Ein Beitrag zur urkundlichen Geschichte der goldenen Aue. Dritte verbesserte Auflage. Nordhausen 1877. Digitalisat.
- Beiträge zur urkundlichen Geschichte der goldenen Aue. Zweite, veränderte und verbesserte Auflage. Nordhausen 1876.[1] Digitalisat.
- Heimathskunde für Kreis und Stadt Nordhausen, 1875.
- Chronik des Kreises Nordhausen, 1875.
- Kleine Chronik des Amts Heringen, 1873.
- Die Burg Hohnstein, 1872.
- Die Wüstungen der Grafschaft Stolberg-Stolberg, Stolberg-Roßla und der Stammgrafschaft Hohnstein. Mit einer Wüstungskarte dieser Grafschaften und der Umgegend von Nordhausen. In: Zeitschrift des Harz-Vereins für Geschichte und Alterthumskunde. 4. Jahrgang, 1871, S. 249–290 und Anhang.
- Wüstungenkarte der Grafschaften Stolberg, Roßla und Hohnstein. Mit erläuterndem Texte und vielen Urkundenauszügen.